# Stubica (Lazarevac)
Stubica es un pueblo ubicado en la municipalidad de Lazarevac, en el distrito de Belgrado, Serbia.

## Superficie
Posee una superficie de 6,559 kilómetros cuadrados.

## Demografía
Hasta 2011 la población era de 236 habitantes, con una densidad de población de 35,98 habitantes por kilómetro cuadrado.